# Quando Eu Era Vivo
Quando Eu Era Vivo é um filme brasileiro de suspense e terror produzido por Rodrigo Teixeira e Raphael Mesquita e dirigido e escrito por Marco Dutra e Gabriela Amaral Almeida. Teve as filmagens iniciadas em setembro de 2012 e foi lançado no dia 31 de janeiro de 2014. O longa é uma adaptação de um livro de Lourenço Mutarelli, chamado A Arte de Produzir Efeito Sem Causa. O filme foi recebido com críticas positivas. Tanto a produção quanto seus atores foram indicados a diversos prêmios, incluindo o Prêmio Sesi/Fiesp de Cinema, Prêmio Quem, Prêmio Guarani e o Prêmio Carlão de Cinema Brasileiro.
Antônio Fagundes, Marat Descartes e Sandy Leah interpretam os papéis centrais do longa. Gilda Nomacce, Kiko Bertholini, Helena Albergaria, Rony Koren, Tuna Dwek, Eduardo Gomes, Lilian Blanc, Carlos Albergaria, Marc Libeskind, Carla Kinzo, Caetano Gotardo e Lourenço Mutarelli fazem pequenas participações durante o filme.
Considerado um filme "indie", Quando Eu Era Vivo teve sua première internacional na 9ª edição do Festival Internacional de Cinema de Roma, na Itália.

## Sinopse
Júnior (Marat Descartes) volta a morar com a família depois que perdeu o emprego e se separou da esposa. Ao chegar na casa que um dia já foi seu lar, ele se sente um estranho e passa seus dias no sofá do velho Sênior (Antônio Fagundes) remoendo a separação, o desemprego e sonhando com a jovem inquilina Bruna (Sandy Leah). Após achar alguns objetos que pertenciam à sua mãe, Júnior passa a querer saber tudo sobre a história da famíla e desenvolve uma estranha obsessão pelo passado, passando confundir delírio e realidade.

## Antecedentes e desenvolvimento
"Eu trabalhei para a RT Features como roteirista em 2008, para um projeto chamado Desgraçados, baseado em um quadrinho do Lourenço [Mutarelli] e eu mergulhei na obra dele. Aí eu esbarrei nesse livro que tinha acabado de sair e que me impactou muito por causa do tom e do olhar que ele tinha dessa coisa meio alegórica que é a relação entre pai e filho adulto. Eu falei com Rodrigo [Teixeira], mas ele me mandou esperar porque estava com outros projetos. Aí, no final de 2011, ele me ligou e chamou para fazer [o filme Quando Eu Era Vivo].— Dutra para o AdoroCinema.
Quando o diretor Marco Dutra leu o romance A Arte de Produzir Efeito sem Causa, de Lourenço Mutarelli, considerou a obra "inadaptável" para o cinema. Cinco anos depois, com Juliana Rojas, ele transformou o livro em uma obra de horror psicológico. As gravações do filme se iniciaram em setembro de 2012 e foram rodadas inteiramente num apartamento na Avenida São Luiz, no centro de São Paulo. O filme foi gravado em 18 dias. O longa teve algumas sequências inspiradas no filme O Iluminado, de Stanley Kubrick: "O filme de Kubrick é a primeira referência que me vem à cabeça, inclusive por causa do visual do meu personagem", disse o ator Marat Descartes. Marco Dutra e a corroteirista Gabriela Amaral Almeida tiveram a liberdade e a permissão do autor para mudar o necessário e incluir este clima sombrio ao filme: "A sensação é de que havia elementos bons de trabalhar a dramaturgia. Esto curioso para ver a reação de quem leu a obra, ainda mais nesses tempos de Harry Potter, em que tudo precisa ser muito fiel", disse Dutra. Considerado um filme "indie", teve orçamento de cerca de R$1,5 milhão, valor relativamente baixo em vista de outros filmes nacionais. O AdoroCinema escreveu: "Além de brincar com elementos de horror brasileiros e contos urbanos, como a utilização do boneco do Fofão, Marco Dutra apresenta referências diretas ao clássico "O Iluminado", de Stanley Kubrick. Logo no início, há uma tomada no rosto mal barbeado de Marat Descartes que remete diretamente ao de Jack Nicholson, isso sem falar na mudança de atitude do personagem ao longo da produção e na peruca utilizada. Além disso, há crianças e um passado pouco explorado."
Em uma entrevista para o Purecine, Marco Dutra falou sobre a escolha de Sandy para o papel de Bruna, dizendo que "ficou dividido, porque 2% acreditava que as pessoas achariam estranho e 98% tinha certeza que essa aposta daria certo", ainda completou: "Eu tenho uma relação com a Sandy de infância. Mal ou bem, a minha geração cresceu junto com a dela. Resolvi arriscar, os produtores ficaram receosos no começo, mas depois ficou tudo tranquilo". Marco Dutra ainda acrescentou: "A voz é fundamental... fizemos testes com atrizes não cantoras, e a 'faísca' demorou a surgir, até que mandamos o roteiro pra Sandy, achávamos que ela não ia topar fazer, mas foi o contrário. Ela adorou o roteiro, ficou conquistada!" lembrou Dutra. Ele ainda comentou que "Sandy já estava envolvida bem antes de falarmos em cronograma, dinheiro. Ela realmente quis fazer e foi uma atriz entregue no set."
O ator Marat Descartes afirmou ter ficado muito surpreendido com a atuação de Sandy. Segundo ele, foi impressionante "a maturidade dela como atriz e a consciência que ela tinha a cada cena do que significava a Bruna dentro da narrativa." Dutra comentou a escalação de Fagundes dizendo: "O Fagundes já estava ligado ao projeto desde que o livro saiu. Foi lindo, ele se entregou e entendeu completamente o tema do livro e a nossa proposta de adaptação. Ele fez um Sênior que eu considero perfeito. Foi uma experiência muito boa".
Mesmo quando ainda não tinha sido oficialmente convidado para o papel principal do longa, Marat confessou ter ficado imediatamente "enlouquecido" quando leu o roteiro: "Eu vou fazer de qualquer forma, não tem escapatória. E foi maravilhoso fazer", contou o ator. Marat confirmou a inspiração em Jack Nicholson, mas reforçou que não foi a única: "Quando o Marco me contou a sinopse, de cara me veio O Iluminado, mas eu também tive outras referências. Foi muito importante para mim abordar alguns estudos psicanalíticos, que tornaram real este processo de loucura do Júnior." Antes de Marat Descartes, o ator cotado  para viver o personagem Júnior era Fábio Assunção, porém ele se desligou da produção por conta do ritmo das gravações do seriado Tapas & Beijos.

## Recepção

### Crítica
| Críticas profissionais   | Críticas profissionais |
| Avaliações da crítica    | Avaliações da crítica  |
| Fonte                    | Avaliação              |
| ------------------------ | ---------------------- |
| AdoroCinema              | 4 de 5 estrelas.       |
| Cinética                 | [ 24 ]                 |
| Instituto Moreira Salles | [ 24 ]                 |
| Cinema com Rapadura      | 4 de 5 estrelas.       |
| Cineplayers              | 3.5 de 5 estrelas.     |
| O Estado de S. Paulo     | (positiva)             |
| Interlúdio               | (positiva)             |
| Zero Hora                | (positiva)             |
| CinePOP                  | (positiva)             |
| Cineclick                | 3 de 5 estrelas.       |

Quando Eu Era Vivo foi amplamente bem recebido pela crítica. Inácio Araújo, da Folha de S. Paulo, classificou o filme como "Bom", enquanto Alexandre Schnabl, do site Heloisa Tolipan, disse que ele "economiza nos efeitos, mas é do tipo que faz a espinha gelar!". Lucas Salgado, do AdoroCinema, deu à produção 4 de 5 estrelas, escrevendo: "Quando Eu Era Vivo conta com momentos realmente aterrorizantes, conduzidos com precisão pelo diretor. A montagem de Rojas e a fantástica trilha instrumental contribuem para os momentos de tensão tanto quanto as atuações. O roteiro de Dutra e Gabriela Amaral Almeida também merece destaque ao criar personagens interessantes e situações nada previsíveis." Juliano Gomes, do Cinética, avaliou o filme com 5 de 5 estrelas, dizendo que ele está "num patamar bastante acima da média do cinema dessa geração de diretores." José Geraldo Couto, do Instituto Moreira Salles, também deu ao filme 5 de um máximo de 5 estrelas e elogiou o diretor Marco Dutra dizendo: "Se seu longa de estreia, Trabalhar Cansa (codirigido por Juliana Rojas), tangenciava o suspense e o horror, como que tateando o terreno, em Quando Eu Era Vivo ele mergulha fundo no gênero, manipulando de modo muito pessoal suas regras e convenções." Diego Benevides, do Cinema com Rapadura, escreveu: "Desafiando o público a desvendar a história (e a se interessar pelo livro que deu origem ao roteiro), Quando Eu Era Vivo é mais um bom exemplo do que o cinema independente brasileiro tem feito e revigora um gênero de baixa expressividade. Não espere por grandes sustos, espere por tensão suficiente para não desgrudar os olhos da tela."
Heitor Romero, do Cineplayers, também elogiou a produção, comentando: "Nada em especial merece o crédito de uma obra original, mas em algum lugar e em algum momento do filme nasce algo de muito intuitivo, forte e perene, embora não seja possível (pelo menos para mim) dizer exatamente o que é. Talvez seja parte do charme da obra de Marcos Dutra brincar com a nossa percepção assim como brinca com a lógica de seus protagonistas." Luiz Zanin, d'O Estado de S. Paulo, fez uma crítica positiva e avaliou o filme como "Bom". Laura Cánepa, da revista Interlúdio, escreveu: "[...] é possível que estejamos testemunhando uma nova fase de sucesso para o horror paulista, semelhante à que tivemos no final dos anos 1970, quando nomes como Walter Hugo Khouri, John Doo e Jean Garrett davam ao gênero alguns de seus clássicos nacionais, como os sucessos As Filhas do Fogo, Ninfas Diabólicas e A Força dos Sentidos." Marcelo Perrone, do Zero Hora afirmou que o filme representa uma "vistosa abertura do circuito a um gênero que, inexplicavelmente, é para o cinema nacional como a cruz para o vampiro: o horror e suas diferentes vertentes." Raphael Camacho, do CinePOP, escreveu: "Quando Eu Era Vivo possui uma narrativa lenta e muito detalhista, pecando apenas por uma certa falta de sentido nos desfechos de alguns personagens. Mesmo assim, da maneira como foi filmado, a produção acerta em cheio ao conseguir manter os olhos do espectador sob atenção máxima durante toda a projeção." Camacho também disse que o roteiro é "muito interessante" e que "é um filme mais superficial do que aparenta ser, disfarçado com complexidades que nascem das nossas dúvidas, fator interessante. [...] Muito bom saber que há esperanças nos roteiros brasileiros. Nesse quesito, Quando Eu Era Vivo contribui e muito para deixarmos para trás anos de tristeza com as lembranças de roteiros ridículos de algumas produções nacionais."
O Cineclick avaliou o filme com 3 estrelas de 5 e escreveu: "Quando Eu Era Vivo surpreende o público em vários momentos e tem um final apreensivo e pouco previsível. [...] A má escolha de Marco Dutra foi optar por pontuar seu filme como passagens cômicas. Não funcionou. Estas destoam do propósito basilar da trama e só servem para minar o crescente de ansiedade que caracteriza o bom filme de suspense." O Cineweb também avaliou a produção com 3/5 estrelas e destacou a atuação de Fagundes e Descartes, dizendo que eles "são dois grandes atores cujo embate – dos personagens, das atuações – é o que há de mais interessante no filme. [...] a tensão entre eles cresce, até culminar numa espécie de anticlímax na cena final." O site Omelete avaliou o longa como "Bom". Daniel Schenker, do jornal O Globo, avaliou a produção com 3 de 5 estrelas, enquanto Suzana Uchôa Itiberê, da revista Preview a avaliou com 2.5 estrelas de 5. Robledo Milani, do Papo de Cinema, avaliou a produção com 4 de 5 estrelas e escreveu: "Este não é um filme que será visto por multidões como tantas comédias atuais, mas certamente é um trabalho que tem muito mais a dizer do que a maioria do que se tem feito recentemente no nosso país." Emilio Faustino, do ccine10.com.br, fez uma crítica negativa, dizendo que "De modo geral, o filme não agrada, é confuso e tem um desfecho pouco elucidativo. É o tipo de filme que te deixa cheio de perguntas e pouco se compromete em respondê-las."

### Bilheteria
O filme foi lançado em apenas algumas cidades dos estados de São Paulo, Rio de Janeiro e Minas Gerais em sua semana de estreia, tendo uma vendagem total de 2.789 ingressos. Em sua segunda semana de estreia, o filme chegou aos cinemas de cidades de estados como Paraná, Santa Catarina, Rio Grande do Sul e Goiás.

## Elenco
| Elenco Original     | Elenco Original  |
| Ator                | Papel            |
| ------------------- | ---------------- |
| Antônio Fagundes    | Sênior           |
| Marat Descartes     | Júnior           |
| Sandy Leah          | Bruna            |
| Gilda Nomacce       | Miranda          |
| Kiko Bertholini     | Pedro            |
| Helena Albergaria   | Olga             |
| Rony Koren          | Paulinho         |
| Tuna Dwek           | Lurdinha         |
| Eduardo Gomes       | Zuzu             |
| Lilian Blanc        | Enfermeira       |
| Carlos Albergaria   | Júnior (Criança) |
| Marc Libeskind      | Pedro (Criança)  |
| Carla Kinzo         | Silmara          |
| Caetano Gotardo     | Silmar           |
| Lourenço Mutarelli  | Donato           |
| Wilhelmina McFadden | Carol            |

### Crítica

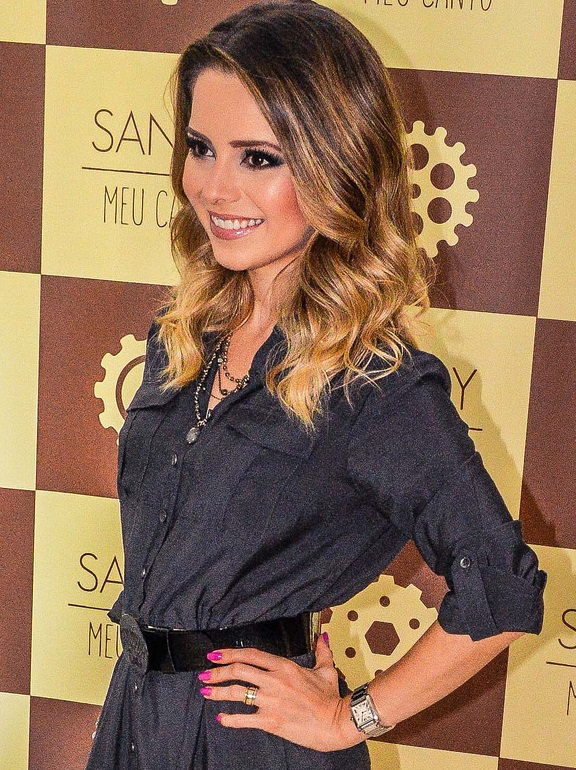
Sandy Leah interpretou Bruna.

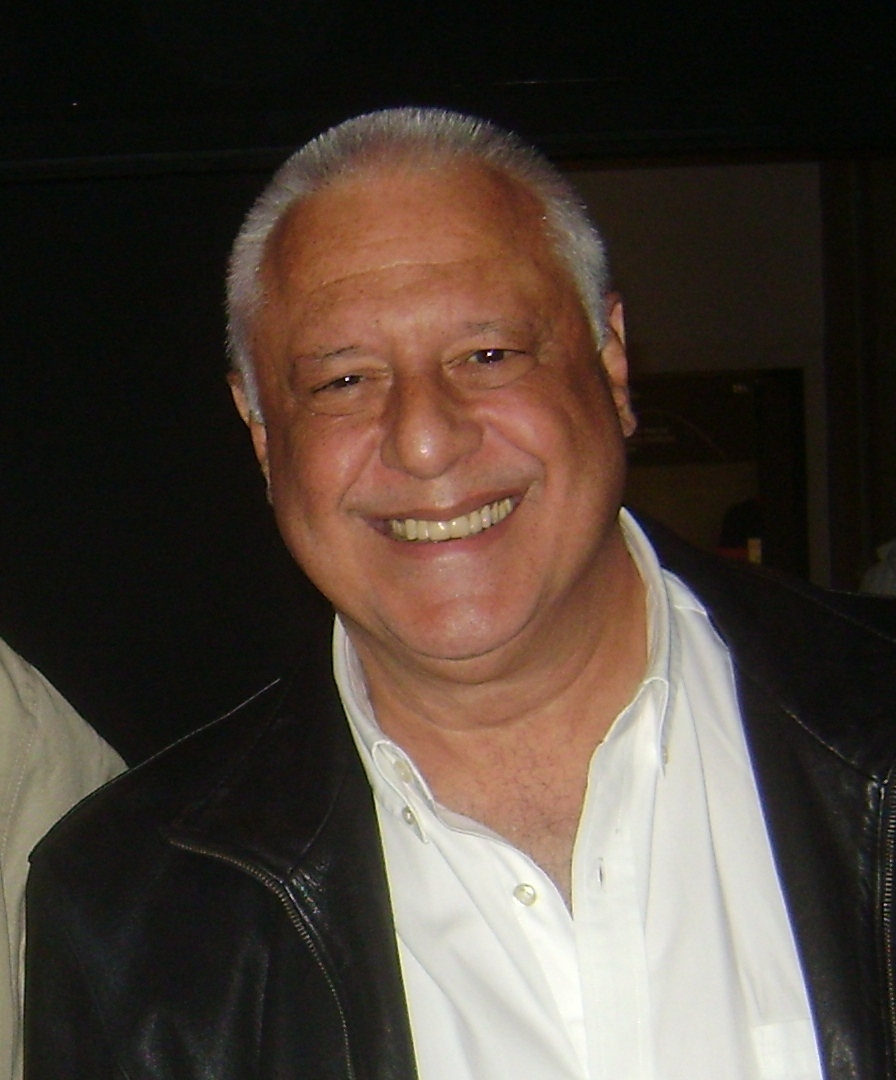
Antônio Fagundes interpretou Sênior.

O Estado de S. Paulo comentou a atuação de Descartes, Fagundes e Leah escrevendo: "Cabe ressaltar, também, o elenco bom e bem dirigido. Marat Descartes, em interpretação calcada no Jack Nicholson de O Iluminado, mostra, mais uma vez, a variedade de expressões contida em seu estilo cool – e, nesse ponto, muito diferente de Nicholson. Fagundes está ótimo, com sua intensidade econômica de ator tarimbado que sabe jogar o jogo. Por fim, Sandy, cuja escolha parecia apenas jogada de marketing, dá conta do recado proposto. Tem mesmo o ar inocente que sua personagem exige, e consegue passar a ponta de mistério que apimenta a história." O site criticos.com.br disse que "A personagem de Sandy Leah oferece uma contribuição muito mais visual do que narrativa."
Para o AdoroCinema, "O diretor aproveita bem a presença de Sandy para utilizá-la em momentos em que aparece cantando. Ele não cria videoclipes, mas situações em que a música é de importância fundamental." Antônio Fagundes também foi elogiado: "Fagundes mostra todo o talento que muitas vezes é podado pela TV." Segundo o Cinética, a personagem de Sandy "é a boneca que se move, numa manobra absolutamente bem sucedida de incorporação do lastro icônico da imagem pública de Sandy; é a única que vem de fato de fora, e pode assim refazer o papel da mulher nesse espaço ritualístico." O Instituto Moreira Salles escreveu:

"A presença de Sandy entre os protagonistas, que surpreendeu tanta gente, pode ser compreendida não apenas nesse contexto musical, mas naquele sentido mais amplo mencionado acima, o de “partir do clichê para chegar a algo original”. Sandy entra em cena como a mocinha doce e angelical que parece saída de uma série americana das antigas e se transforma junto com o filme. Da interação/entrechoque desses três atores de gerações e estirpes diferentes (Fagundes, Marat e Sandy) surge algo novo, forte, indefinível e belo — como o filme de Marco Dutra."
O CinePOP avaliou a performance de Leah e Descartes: "Marat Descartes está muito bem na pele do protagonista. As mãos trêmulas, o olhar obsessivo e as atitudes suspeitas são aspectos retratados brilhantemente por esse ótimo artista. Seu personagem possui uma fala mansa e todas as ações da trama passam por ele. Mais um grande trabalho desse que é um dos melhores atores do cinema brasileiro atualmente. Para os curiosos de plantão, podemos afirmar que a Sandy atriz não compromete em nenhum momento. Óbvio que se fosse uma atriz mais rodada o filme ganharia demais com isso, até mesmo no quesito tensão, a personagem é bem desenvolvida mas percebe-se claramente que tinha mais suco para sair dessa limonada." O Cineweb observou que:

"Fagundes e Descartes são dois grandes atores cujo embate – dos personagens, das atuações – é o que há de mais interessante no filme. Como atriz, a cantora Sandy é esforçada, mas enfrenta três obstáculos: ser coadjuvante de dois atores muito mais experientes do que ela, uma personagem que não diz a que veio, e sua persona como cantora. Assim, ela precisa ser Sandy o tempo todo, com maquiagem e cabelo irretocáveis. Por outro lado, coadjuvantes como Gilda Nomacce e Tuna Dwek trazem um respiro de que o filme tanto precisa."
Laura Cánepa, da revista Interlúdio, descreveu Sandy como uma "atriz ainda pouco experiente" e disse que "ela ficou devendo". Cánepa afirmou que Sandy "foi prejudicada por uma maquiagem de popstar que foge do restante do elenco." No entanto, ela considerou que "mesmo em meio às atuações excelentes de Fagundes, Marat e Bertholini, está na presença de Sandy, também, o que o filme tem de mais original. [...] o clímax se dá quando ela entoa, ao lado de Marat Descartes, a canção tema do filme. E essa cena poderá entrar para qualquer antologia do horror brasileiro pela forma como consegue amalgamar diferentes horrores." Inácio Araújo, da Folha de S.Paulo, também criticou a maquiagem de Sandy: "No elenco muito bem dirigido, a composição menos compreensível é a de Sandy, com uma maquiagem que a deixa com ar de manicure e não de musicista: estranha opção à qual o filme, afinal, resiste bem." Emilio Faustino, do ccine10.com.br, fez uma crítica negativa e disse que "O filme não goza de boas interpretações e caminha mais para o trash do que para o sofisticado."

## Trilha sonora
- "Overture" (Guilherme Garbato, Marco Dutra)
- "Bonequinho de Papel" (Guilherme Garbato, Gustavo Garbato) - Intérprete: Eduardo Gomes
- "Call me" (Guilherme Garbato, Gustavo Garbato)
- "Pertinho de Você (1978)" (Hugo Belardi) - Intérprete: Elizângela
- "Quando a Noite Cai" (Marco Dutra, Sandy Leah) - Intérprete: Sandy Leah
- "Serpente da Noite" (Guilherme Garbato, Marco Dutra, Caetano Gotardo) - Intérprete: Sandy Leah e Marat Descartes
- "Quando Eu Era Vivo" (Marco Dutra, Caetano Gotardo) - Intérprete: Sandy Leah, piano por Marco Dutra
- "Tema de Bruna" (Guilherme Garbato, Gustavo Garbato)
- "Tema de Miranda" (Guilherme Garbato, Gustavo Garbato)
- "Canon em Ré Maior (Music Box)" (Johann Pachelbel)
- "Blue Sexy Nights (Ringtone)" (Guilherme "Xibrusk" Schildberg)
- "Tocata e Fuga em Ré Menor" (Johann Sebastian Bach) - Piano por Marc Libeskind
- "Serpente de Vidro" (Guilherme Garbato, Gustavo Garbato)
- "Manicômio" (Guilherme Garbato, Marco Dutra)
- "Temas Rituais" (Guilherme Garbato, Marco Dutra) - Piano por Guilherme Garbato e Marco Dutra[40]